# آنکازونداندی
آنکازونداندی (به لاتین: Ankazondandy) یک منطقهٔ مسکونی در ماداگاسکار است که در مانجاکاندریانا واقع شده‌است. آنکازونداندی ۱۶٬۰۰۰ نفر جمعیت دارد و ۱٬۳۹۵ متر بالاتر از سطح دریا واقع شده‌است.